# امل-سو-ایتانگ
امل-سو-ایتانگ (به فرانسوی: Amel-sur-l'Étang) یک کامین در فرانسه است که در Canton of Spincourt واقع شده‌است.

## خصوصیات
امل-سو-ایتانگ ۱۴٫۷۴ کیلومترمربع مساحت و ۱۷۴ نفر جمعیت دارد و ۲۵۲ متر بالاتر از سطح دریا واقع شده‌است.